# 瑪魯西婭·萩萊
瑪魯西婭·萩萊（烏克蘭語：Мару́ся Чура́й，1625年—1653年）是一位半神話性質的乌克兰巴洛克風格作曲家、詩人和歌手。她在烏克蘭文學裡成為經常被創作的主體，而在乌克兰相信是由她所創作的歌曲則被廣泛地再演繹。
她的生平細節鮮為人知。她原是波尔塔瓦當地人（當時處於波兰王国王冠領地），被認為是烏克蘭著名民歌“Oi Ne Khody Hrytsiu Tai na Vechornytsi ”（赫里茨, 不要去參加晚間舞會）的創作者兼主題對象，歌曲在西方被熟知的版本則為“Yes, My Darling Daughter”。

## 對文學創作的影響
有關瑪魯西婭·萩萊的傳奇，是在19世纪文学作品的影响下形成的，例如C. Shakhnovsky（1839年）的小说“Marusia, Malorosiiskaia Sapfo”（瑪魯西婭，小羅斯人莎孚 ）。許多作家也曾在他們的作品中使用了「赫里茨」的題材：如M. 斯塔里茨基的戲劇“Oi Ne Khody, Hrytsiu”（1892年）、V. 薩米連科 的戲劇“Churaivna”（1894 年）、 Olha Kobylianska的小說“V Nediliu Rano Zillia Kopala” ”（她在1909年星期日早上採藥）、 I. Mykytenko的戲劇“Marusia Churai”（1935 年）、L. 科斯堅科的小說“Marusia Churai”（1979年）等等。

## 對音樂的影響
弗朗茨·李斯特所創作的《烏克蘭歌謠》，是一首鋼琴曲，其主題通常與「赫里茨」的敘文有所關聯。
另一首相關的歌曲《Oi Ne Khody Hrytsiu》，還被翻譯成波蘭語（1820）、捷克語（1822）、德語（1827）、法語（1830）、英語（1848）等多種版本，而它的旋律並非起源自民間。據歷史記錄其最初起用時，是威尼斯作曲家卡特里諾·卡沃斯 (Catterino Cavos ) 所作歌舞雜耍表演裡的一個詠嘆調。
上述旋律於1941年時，被傑克勞倫斯的歌曲Yes, My Darling Daughter所利用。
其他三個相信是由瑪魯西婭·萩萊所創作的歌詞：“Kotylysia Vozy z Hory”（馬馱貨車正在衝下山去）、“Viyut' Vitry”（風正在吹）和“Za Svit Staly Kozachenky”（哥薩克人準備好於黎明進軍）。雖然這些歌曲的詞本可能確實是真實存在的，但音樂就並非如此。與她的詞本所一齊聯繫的所有旋律，追溯回去源頭都是在18世紀後期（產生）。烏克蘭民歌《Oi ne khody Hrytsiu》的詞本，是1816年時首次在倫敦以英譯本出版。波蘭語的譯本就是1822年時首次在利沃夫出現，德文譯本則是在1848年出現的。根據有關歌曲的確實存在證據，在法國（1830年代）、捷克、斯洛伐克、比利時和美國所流行的歌曲版本，是“Ikhav kozak za Dunai”（哥薩克騎馬越過多瑙河；瑟門·克雷莫夫斯基譜曲填詞）。

## 在古典音樂裡
以色列音樂學家雅科夫·索羅克表示，“Oi ne khody Hrytsiu”（是的，我親愛的女兒）第一個旋律樂句的收尾，包含了烏克蘭歌曲中常見的「調號」旋律，他稱之為「赫里茨序列」，並給出了一個數百首從喀爾巴阡山脈到库班的烏克蘭民歌名單，它們都有包含這個特定序列。在研究過Z. 利斯科所慧藏的9,077首烏克蘭旋律後，他估計有6%的烏克蘭民歌是蘊含了該序列。
其他學者也談論到「赫里茨序列」所具有獨特特徵及表現力，例如亞歷山大·謝羅夫是說：「副歌散發出一種自由精神，是將聽眾帶到了草原，並夾雜有一些對意外悲劇流露的悲傷」。
索羅克指出赫里茨調號是有被一些作曲家所使用：约瑟夫·海顿（第20號弦樂四重奏，作品9，第2 號；第25號弦樂四重奏，作品17，第1號；救世主十字架上的最後七句話， D大調鋼琴協奏曲回旋曲（1795年作曲）、行板和鋼琴變奏曲（1793年））、路易吉·波切里尼（二重奏第2號）、沃尔夫冈·A·莫扎特（交響協奏曲K.364）、 贝多芬、 胡梅爾、 卡尔·马利亚·冯·韦伯 、 李斯特·费伦茨 (Ballade d'Ukraine)、 費利克斯·彼得雷克Felix Petyrek 、 艾文·康朵斯金Ivan Khandoshkin以及其他人。
這位傳奇作曲家和歌手，在2000年2月時被印上了烏克蘭郵票，以作為對其的紀念。

## 外部鏈接
- 烏克蘭百科全書內的Marusia Churai （英文）